# Сабуров (хутор)
Сабуров — хутор в Куркинском районе Тульской области в составе сельского поселения Михайловское.

## География
Находится в юго-восточной части Тульской области на расстоянии приблизительно 19 км на север по прямой от поселка Куркино, административного центра района.

## История
В 1859 году здесь (хутор Епифанского уезда Тульской губернии) было учтено 25 дворов, в 1926 — 67, в конце 1930-х годов — 65.

## Население
Постоянное население составляло 312 человек (1859 год), 400 (1926), 33 (русские 91 %) в 2002 году, 14 в 2010.